# ميخائيل دوبسون (ممثل)
ميخائيل دوبسون (بالإنجليزية: Michael Dobson)‏ هو ممثل كندي وبريطاني، ولد في 12 أغسطس 1966 في لندن في المملكة المتحدة.

## أعمال

### مسلسلات
- شرلوك هولمز في القرن الثاني والعشرين

## وصلات خارجية
- الموقع الرسمي
- ميخائيل دوبسون على موقع IMDb (الإنجليزية)
- ميخائيل دوبسون على موقع قاعدة بيانات الفيلم (الإنجليزية)
- ميخائيل دوبسون على موقع ANN person (الإنجليزية)